# عملیات کلمبیک
عملیات کلمبیک (به انگلیسی: Operation Clambake) که گاهی با آدرس وبش Xenu.net نیز شناخته می‌شود، یک وب‌گاه و سازمان ناسودبر مستقر در نروژ است. این سازمان در سال ۱۹۹۶ افتتاح شد و انتقادات علیه کلیسای ساینتولوژی را نقد می‌کند. بنیان‌گذار و مدیر این سازمان آندره‌آس هلدال-لاند است.

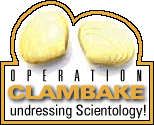
Operation Clambake logo